# Ozma of Oz
Ozma of Oz, (em português brasileiro, Ozma de Oz) publicado em 29 de julho de 1907, foi o terceiro dos livros de L. Frank Baum cuja ação se passa na Terra de Oz e o primeiro no qual Baum demonstrou claramente estar criando uma série de livros sobre Oz.